# Melje
Melje je vzhodni del mariborske mestne četrti Center.
Melje je kot naselje nastalo zunaj mestnih mej srednjeveškega Maribora. Nastalo je med vznožjem Meljskega hriba in okljukom reke Drave. S širjenjem novoveškega mesta Maribor proti vzhodu, je Melje postalo najprej njegovo predmestje, pozneje pa je tudi formalno postalo del Mestne občine Maribor, in sicer kot t. i. Meljsko predmestje. 
V 19. stoletju in začetku 20. stoletja je Melje postalo glavno središče mariborske industrije. Med svetovnima vojnama je bilo glavno središče mariborske tekstilne industrije, ki je dajala zaposlitev številnim delavcem iz okoliških občin (Studenci, Pobrežje, Košaki itd.). Po drugi svetovni vojni je bila v Melju ena od treh velikih mariborskih industrijskih con (ob industrijskih conah Tezno in Studenci). 
Danes je Melje še vedno sedež številnih večjih mariborskih industrijskih obratov (Mariborska livarna Maribor, Henkel Slovenija, TMI Košaki idr.), čeprav se je po osamosvojitvi občutno povečal tudi delež trgovine in storitvenih dejavnosti.
Jez na Dravi v Melju je bil zgrajen leta 1968 za odvod vode v kanal HE Zlatoličje. Jez v Melju je močno dvignil gladino Drave v mestu, zato je bilo tudi treba urediti vzdržljiv nasip, kajti velik del Melja je pod rečno gladino. V stari strugi Drave za zapornicami v Melju se količina vode uravnava na biološki minimum. 